# Ewa Zaleska (tłumaczka)
Ewa Zaleska (ur. 1954) – polska tłumaczka.
Tłumaczyła książki takich autorów jak m.in.: Isabel Allende, Javier Cercas, Javier Marias, Mario Vargas Llosa, Enrique Vila-Matas. Dwukrotna laureatka Nagrody Instytutu Cervantesa: w 2006 za przekład książki Javiera Cercasa Żołnierze z Salaminy (Wydawnictwo W.A.B., Warszawa 2005) oraz w 2012 za przekład książki Javiera Mariasa Twoja twarz jutro. Taniec i sen (Wydawnictwo Sonia Draga, Katowice 2011). Za przekład książki Javiera Cercasa Oszust (Oficyna Literacka Noir Sur Blanc, Warszawa 2016) nominowana do Nagrody Literackiej Gdynia 2017.